# Nanhermannia continua
Nanhermannia continua är en kvalsterart som beskrevs av Golosova och Karppinen 1985. Nanhermannia continua ingår i släktet Nanhermannia och familjen Nanhermanniidae. Inga underarter finns listade i Catalogue of Life.